# بيتر بنوا (رسام نباتي)
بيتر بنوا (بالألمانية: Peter Binoit)‏ (و. 1590 – 1632 م) هو رسام نباتي ‏، ورسام ألماني، ولد في كولونيا، توفي في هاناو، عن عمر يناهز 42 عاماً.